# Iospilidae
Iospilidae é uma família da ordem Phyllodocida, atualmente considerada como Phyllodocida incertae sedis, devido a sua relações com as demais famílias da ordem ainda serem incertas. Foi descrita originalmente no início do século XX. As características-chave dos membros dessa família são os dois pares de cirros tentaculares e notopódios extremamente reduzidos, com cirros dorsais foliáceos.

## Caracterização e Morfologia
Os membros da família Iospilidae são holopelágicos e holoplanctônicos. Trata-se de anelídeos poliquetas pequenos, de corpo curto, com menos de 60 segmentos, que ocupam ambientes marinhos.
O prostômio é pequeno e aparentemente fundido ao peristômio, que é também reduzido. Estão presentes um par de palpos e órgãos nucais, e um par de olhos pode ocorrer; antenas estão ausentes. A faringe é eversível, altamente muscular e porta um par de ganchos em Phalacrophorus, o que não ocorre em outros gêneros. O peristômio é praticamente inconspícuo e possui dois pares de cirros tentaculares e boca ventral. Os segmentos anteriores possuem apenas neuropódios, enquanto os segmentos subsequentes são birremes. Cirros dorsais e ventrais estão presentes, assim como as acículas (suportes quitinosos em forma de bastonete, no interior dos ramos parapodiais). Todas as cerdas são compostas. Brânquias e cirros pigidiais estão ausentes, e o pigídio é arredondado, com o ânus terminal. Possui tegumento transparente, com cromatóforos bem desenvolvidos.

## Diversidade
Atualmente Iospilidae possui uma subfamília, denominada Iospilinae Bergström, 1914, compreendendo os gêneros Iospilopsis Augener, 1922 e Phalacrophorus Greeff, 1879. A própria Iospilidae possui apenas dois gêneros, Iospilus Viguier, 1886 e Paraiospilus Viguier, 1911 (Fig.1). Ao todo, são 4 espécies aceitas, cada uma com um gênero, o que pode indicar tanto a pequena diversidade, quanto pode refletir a falta de estudos sobre a família.
Os membros dessa família são cosmopolitas e relativamente comuns desde águas superficiais até profundidades de 200 m, principalmente no Oceano Antártico e na Península Antártica. Registros observacionais do site Global Biodiversity Information Facility (GBIF) predominam, até o momento, na Zona Glacial Norte, na Zona Glacial Sul e nas costas da América Central.

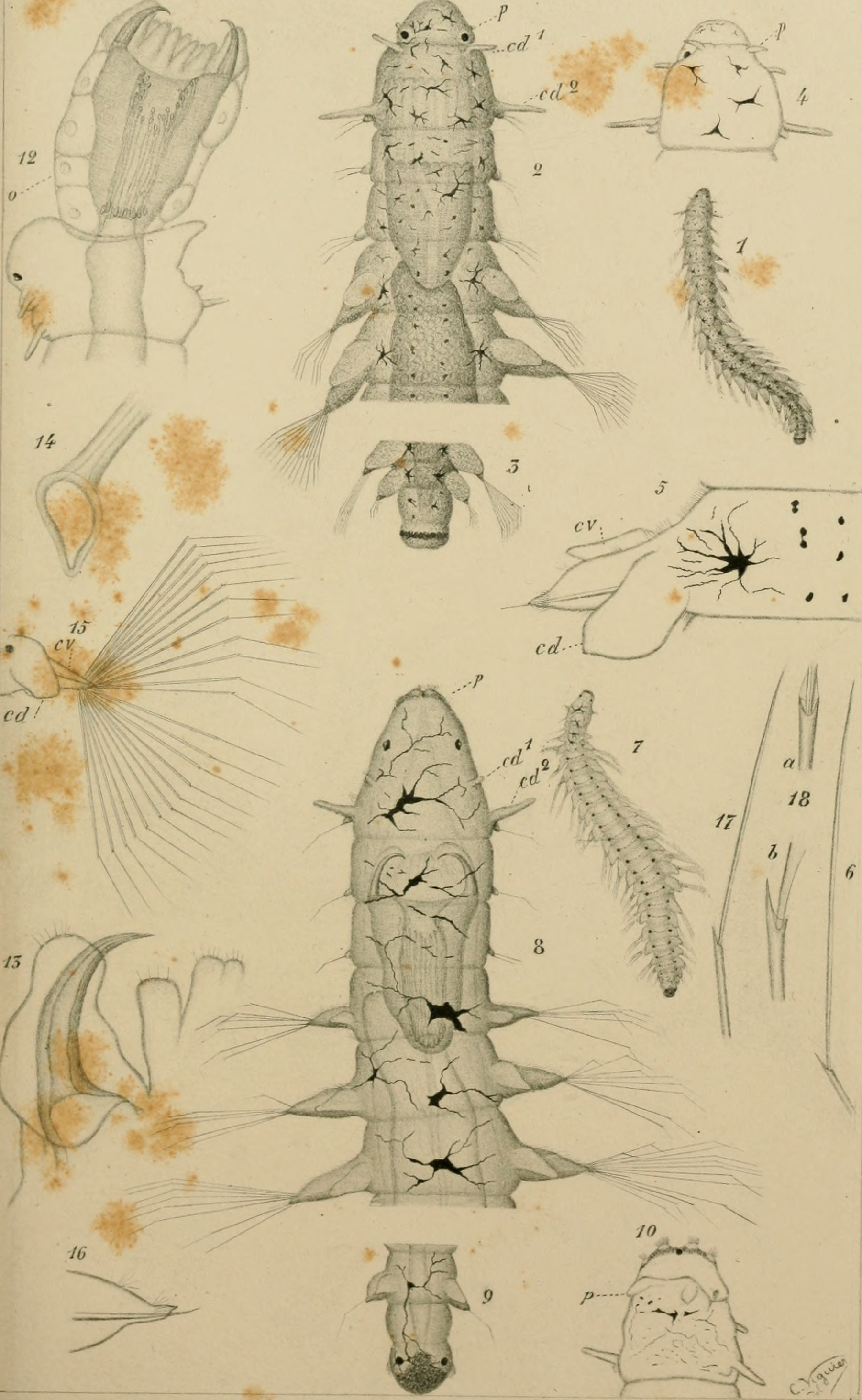
Figura 1 - Desenho esquemático de animais do gênero Phalacrophorus

## Taxonomia e filogenia
Em 1977, Iospilidae foi incluída em Glyceriformia, táxon pertencente a Polychaeta. Posteriormente, essa classificação foi alterada, sendo Iospilidae agrupado em Phyllodocida, que faria parte de Aciculata, dentro de Palpata, este grupo irmão de Scolecida, todos dentro de Polychaeta.
Como citado anteriormente, Iospilidae é uma família de afinidade incerta, atualmente em Phyllodocida incertae sedis, que reúne outras famílias, também de posição indefinida. Aciculata, Palpata e Scolecida não são mais considerados táxons válidos.